# Station Ozorków Miasto
Station Ozorków Miasto is een spoorwegstation in de Poolse plaats Ozorków.